# Paradrina hierrensis
Paradrina hierrensis là một loài bướm đêm trong họ Noctuidae.